# الدوري البيروي لكرة القدم 1987
الدوري البيروفي لكرة القدم 1987 (بالإسبانية: Campeonato Descentralizado 1987)‏ هو الموسم 59 من الدوري البيروفي لكرة القدم. كان عدد الأندية المشاركة فيه 30، وفاز فيه الجامعي دي بيرو.